# Agrotis infusa
Agrotis infusa, gelegentlich auch Bogong-Falter genannt, ist ein Schmetterling (Nachtfalter) aus der Familie der Eulenfalter (Noctuidae), der in Australien vorkommt. Die Art hat einen komplizierten Lebenszyklus. Der größte Teil der im australischen Frühjahr schlüpfenden Falter wandert vom ursprünglichen Brutgebiet über 1000 Kilometer in die Australischen Alpen, hält dort eine Sommerruhe und kehrt im australischen Herbst zum Brutgebiet zurück. Dieser Teil der Population bildet nur eine Generation pro Jahr. Ein kleinerer Teil bleibt im Brutgebiet zurück und bildet dort mehrere Generationen.

## Merkmale
Die Flügelspannweite der Falter beträgt 30 bis 50 Millimeter. Die Vorderflügel sind in der Grundfarbe braun bis schwarz. Ring- und Nierenmakel sind relativ groß, hell und dunkel umrandet. Die Hinterflügel sind hellgrau bis hellbraun.
Das Ei ist zunächst weißlich, halbkugelig gewölbt und misst 0,5 Millimeter im Durchmesser. Es wird später rötlich und kurz vor dem Schlüpfen der Eiraupe schwärzlich-grau.
Die Raupen sind hell mit braunem Kopf. Sie werden grün, wenn sie anfangen zu fressen. Die Farbe kann sich zu Braun ändern, wenn mehrere Raupen auf kleinem Raum zusammen leben. Die erwachsene Raupe wird bis fünf Zentimeter lang.

## Geographische Verbreitung und Lebensraum
Agrotis infusa ist im südöstlichen Australien weit verbreitet. Die Falter werden gelegentlich durch Stürme weit verdriftet. So wurden sie auch schon in Neuseeland, oft sogar in großen Stückzahlen nachgewiesen.
Die Art besiedelt offenes Gras- und Weideland.

## Lebensweise

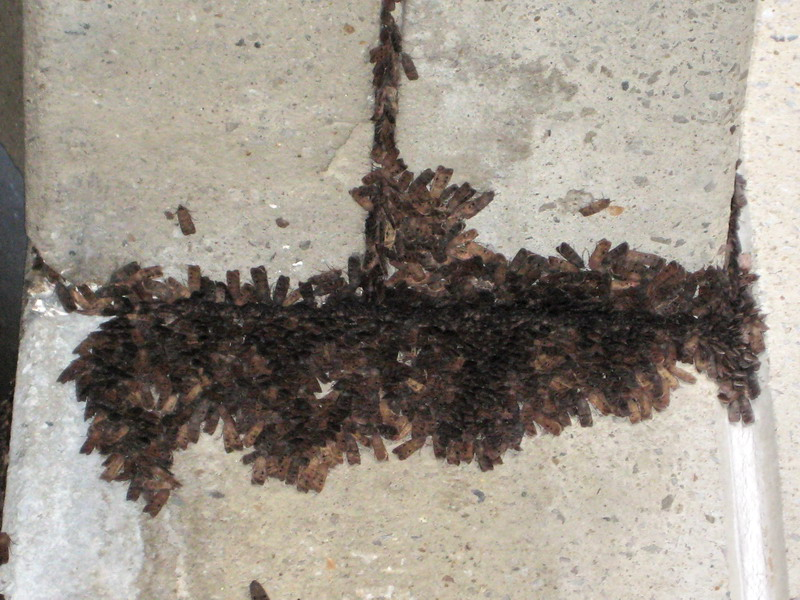
Ansammlung von Agrotis infusa 2007 in Sydney

Der Lebenszyklus von Agrotis infusa ist kompliziert. Der kleinere Teil der Gesamtpopulation ist multivoltin, mit bis zu drei Generationen pro Jahr. Der weitaus größere Teil hingegen ist univoltin, d. h. pro Jahr wird nur eine Generation gebildet. Dieser Teil, der im australischen Frühjahr (Oktober) geschlüpften Falter, unternimmt bis zu 1000 Kilometer weite Flüge von den Darling Downs in Queensland und den nordwestlichen Ebenen von Victoria in Ostaustralien zu den Australischen Alpen in Höhen oberhalb von 1400 Metern, um dort in großen Gruppen (jeweils geschätzt mit mehreren Millionen Tiere) die Sommermonate in Höhlen und Felsspalten zu verbringen („Ästivation“). Die Falter nehmen während der Wanderung kaum Nektar zu sich, die Geschlechtsorgane sind noch unreif. Sie zehren in erster Linie von ihren Fettreserven (bis zu 60 % des Trockengewichts der Falter), die bereits in der Raupe angelegt wurden. Die anschließende Sommerruhe dauert bis zu vier Monate. Ein kleiner Teil der Falter fliegt auch in den Übersommerungsplätzen während kurzer Phasen umher. Im Spätsommer und Frühherbst (Februar bis April) wandern die Falter zu ihren Brutplätzen zurück, sie besuchen nun Blüten und saugen Nektar. Dies geschieht nachts, am Tag wird geruht. Die Geschlechtsorgane reifen allmählich heran, woraufhin es beim Erreichen der Brutgebiete zu Verpaarungen und anschließend zur Eiablage kommt. Bis zu 200 Eier werden an die Basis verschiedener Pflanzenarten oder in die Erde darum abgelegt.
Ein erheblich kleinerer Teil der im Frühjahr geschlüpften Falter bleibt im Brutgebiet zurück. Diese Falter beginnen Nektar zu saugen und entwickeln Geschlechtsorgane. Sie verpaaren sich und legen erneut Eier. Je nach Witterungsverhältnissen bilden sich bis zu drei Generationen pro Jahr. Die Falter dieser Sommergenerationen sind kleiner und haben weiße Hinterflügel.
Die Falter sind nachtaktiv und navigieren sowohl auf Grundlage des Erdmagnetfelds als auch des Sternenhimmels. Sie werden durch künstliches Licht in ihrer Navigation gestört und von diesem angelockt. In den Städten Sydney und Canberra hat dies beispielsweise bereits zu großen Problemen geführt, z. B. am und im Parlamentsgebäude in Canberra. Die Falter sind gewandte und ausdauernde Flieger, die sehr zielstrebig ihrem Ziel entgegen fliegen. Da sie nachts fliegen, wenn der Wind gewöhnlich schwach weht, kommen sie eher selten vom Kurs ab. Starke Stürme können sie jedoch in die Städte blasen, wie z. B. 1988, 2000 und 2005, als große Mengen an Faltern nach Sydney verdriftet wurden. In seltenen Fällen können sie über die Tasmansee bis nach Neuseeland verfrachtet werden.
Die Raupen beider Teilpopulationen schlüpfen drei bis sieben Tage nach der Eiablage. Sie ernähren sich hauptsächlich von einjährigen Pflanzen, die im Herbst mit den einsetzenden Regenfällen austreiben. Das Wachstum der Raupen ist durch die in den Brutgebieten herrschenden, niedrigen Wintertemperaturen relativ langsam. Sie häuten sich fünfmal, d. h. insgesamt gibt es sechs Raupenstadien vor der Verpuppung.
Die Raupen besitzen ein breites Spektrum an Nährpflanzen. Sie sind nachtaktiv und leben in der Erde, von wo aus sie Sämlinge verschiedener Pflanzenarten knapp über der Oberfläche abbeißen und in einem unterirdischen Gang verzehren. Zu den Wirtspflanzen gehören Rüben (Beta vulgaris), Kohl (Brassica sp.), Pisum,  Gerste (Hordeum), Weizen (Triticum), Lupinen (Lupinus), Flachs (Linum usitatissimum) und Linsen (Lens culinaris).
Ab Ende September bis Oktober verpuppen sich die Raupen in der Erde in einem Kokon. Die Falter schlüpfen nach kurzer Puppenruhe bei Einsetzen der Trockenheit im Oktober.

### Fortpflanzungsstrategie
Das Brutgebiet von Agrotis infusa ist geprägt durch eine kürzere, feuchte und kühlere Periode während des australischen Winters und eine etwas längere, trockene und sehr heiße Periode während des australischen Sommers. Im Winter dominieren breitblättrige Pflanzen und Gemüse, im Sommer Gräser. Im Winter fressen sie in erster Linie an diesen Pflanzen, die Raupen der Teilpopulation, die im Brutgebiet verbleibt, wechseln dann auch zu Gräsern. Allerdings kann der geringe Pflanzenwuchs während des Sommers nur eine geringe Zahl an Raupen ernähren. Die Wanderung  mit anschließender Sommerruhe des größten Teils der Population dient dazu, die Populationsgröße hoch zu halten, obwohl im Brutgebiet ungünstige Lebensbedingungen für eine so große Population herrschen.

## Fressfeinde und Parasiten
Die Hauptfeinde der Falter auf ihren Wanderungen sind Fledermäuse. Die Falter besitzen Tympanalorgane, die die von den Fledermäusen ausgestoßenen Laute empfangen können. Die Falter beginnen danach mit Ausweichmanövern. In den Übersommerungsplätzen machen bzw. machten neben den Fledermäusen vor allem (eingeführte) Füchse, Bergbilchbeutler (Burramys parvus), Neuhollandkrähe (Corvus coronoides), Currawongs (Strepera) und nicht zuletzt der Mensch Jagd auf die Falter. In den Übersommerungsplätzen wurden auch parasitische Nematoden (Amphimennis bogongae Welch, 1963 und Hexamermis cavicola Welch, 1963) gefunden, die die dort eng zusammen sitzenden Falter befallen. Sie verursachen den Tod des befallenen Tieres. Der Lebenszyklus der Parasiten ist mit der Ankunft, der Übersommerung und der Abwanderung der Falter synchronisiert.

## Nutzung durch den Menschen
Bogong-Falter wurden durch Aborigines im Südosten Australiens als Speiseinsekten genutzt. Die Aborigines unternahmen im Sommer lange Wanderungen zu den Übersommerungsplätzen der Bogong-Falter. Die Falter wurden eingesammelt, im Feuer wurden Schuppen und Flügel abgebrannt und die Falter verzehrt. Der größte Teil der gesammelten Falter wurde zu einer Paste zerrieben und zu einem Kuchen getrocknet, der zu den Stammesgebieten mitgenommen wurde.